# Paninaro
Paninaro är en subkultur som uppstod i Milano i början av 1980-talet. Subkulturen uppkom på en snabbmatsrestaurang som hette Al Panino (it. "På Smörgåsen").
Paninaros var kända för sin opolitiska hållning och sin besatthet av mode och americana.
Paninaron utvecklandes i samklang med hedonismen som präglade vissa delar av 80-talet och fick en spridning med hjälp av de privatägda italienska TV-kanalerna som sände meddelanden om konsumerism och ett begär av självbekräftelse genom statussymboler.
En vanlig Paninaro-look kunde vara Timberlandboots eller seglarskor, El Charro-jeans upprullande till ankelhöjd , bältespännen i texas- eller western-stil, Best Company-sweatshirts, stora Dolomite eller Moncler-jackor och ryggsäckar i starka färger. Även Henri Lloyds jackmodell "The Consort" var populär bland paninaros. 
Paninaro-rörelsen spreds också i andra europeiska länder, och blev hyllad av Pet Shop Boys i deras låt Paninaro.